# Eleccions prefecturals de Tòquio de 1947
Les elecccions prefecturals de Tòquio de 1947 (1947年東京都議会議員選挙, 1947-nen Tōkyō-to Gikai giin senkyo) es van celebrar el 30 d'abril de 1947, dins de les eleccions locals unificades de 1947, per tal d'elegir els 120 membres que conformarien el parlament de Tòquio, l'Assemblea Metropolitana de Tòquio.
Aquestes foren les primeres eleccions prefecturals toquiòtes des de la fi de la Segona Guerra Mundial i la participació fou del 63,28 percent. El mateix dia també se celebraren les eleccions a governador de Tòquio de 1947. El triomf va ser per al Partit Liberal del Japó (PLD). El Partit Socialista del Japó (PSJ), que ja comptava amb dos diputats provinents de l'anterior legislatura, va obtindre 38 escons, encapçalant el bloc progressista. El Partit Comunista del Japó (PCJ), en canvi, tot i presentar candidats en quasi totes les circumscripcions electorals, només va obtindre un diputat electe.

## Resultats

### Generals
| Partit       | Partit                     | Vots | %     | Escons | +/– |  |
| ------------ | -------------------------- | ---- | ----- | ------ | --- |  |
|              | Partit Liberal del Japó    | n/a  | n/a   | 41     | Nou |  |
|              | Partit Socialista del Japó | n/a  | n/a   | 38     | Nou |  |
|              | Partit Democràtic          | n/a  | n/a   | 23     | Nou |  |
|              | Partit Comunista del Japó  | n/a  | n/a   | 1      | Nou |  |
|              | Candidats independents     | n/a  | n/a   | 15     | Nou |  |
|              | Altres partits             | n/a  | n/a   | 2      | Nou |  |
|              |                            |      |       |        |     |  |
|              | Partit Popular Cooperatiu  | n/a  | n/a   | 0      | Nou |  |
| Total        | Total                      | n/a  | 100   | 120    | =   |  |
|              |                            |      |       |        |     |  |
| Vots vàlids  | Vots vàlids                | n/a  | n/a   |        |     |  |
| Vots nuls    | Vots nuls                  | n/a  | n/a   |        |     |  |
| Participació | Participació               | n/a  | 63,28 |        |     |  |
| Cens         | Cens                       | n/a  |       |        |     |  |
| Font:        |                            |      |       |        |     |  |

### Per circumscripció
| Chiyoda    | PSJ | Ind |     |     |     | Chūō        | PD  | PSJ | PD  |     |     |
| Minato     | PLJ | PSJ | PLJ | Ind |     | Shinjuku    | PLJ | PLJ | PSJ |     |     |
| Bunkyō     | PD  | PLJ | PSJ |     |     | Taitō       | PD  | PD  | Ind | PSJ |     |
| Sumida     | PD  | PLJ | PLJ |     |     | Kōtō        | PSJ | PLJ |     |     |     |
| Shinagawa  | PSJ | PD  | PLJ | PSJ | PLJ | Meguro      | PSJ | PLJ | Ind | PD  |     |
| Ōta        | PSJ | PLJ | PSJ | PLJ | PLJ | Setagaya    | PSJ | PLJ | PSJ | PSJ | PLJ |
| Ōta        | PLJ | PD  | PD  |     |     | Setagaya    | PLJ | PCJ | PLJ | PSJ |     |
| Shibuya    | PSJ | PLJ | PLJ |     |     | Nakano      | PLJ | Ind | PSJ | PLJ |     |
| Suginami   | Ind | PSJ | Ind | Ind | Ind | Toshima     | PD  | PSJ | PLJ |     |     |
| Suginami   | PLJ | PD  |     |     |     |             |     |     |     |     |     |
| Kita       | PD  | PSJ | PD  | PD  | PSJ | Arakawa     | PSJ | PD  | PD  |     |     |
| Itabashi   | Ind | PSJ | PD  | PD  | PLJ | Adachi      | PLJ | PD  | PSJ | PSJ | PSJ |
| Itabashi   | PSJ | PLJ |     |     |     | Adachi      | PLJ |     |     |     |     |
| Katsushika | PSJ | Ind | PSJ | PLJ | PLJ | Edogawa     | PLJ | PD  | PLJ | PSJ | PSJ |
| Hachiōji   | PD  | Ind |     |     |     | Tachikawa   | PLJ |     |     |     |     |
| Kita-Tama  | PLJ | Ind | PLJ | Ind | Ind | Minami-Tama | PLJ | Ind | PSJ | PLJ |     |
| Kita-Tama  | PSJ | PLJ | PSJ | PSJ | PSJ |             |     |     |     |     |     |
| Nishi-Tama | PD  | PD  | PLJ | PSJ |     | Illes       | PLJ |     |     |     |     |